# Sanneke Vermeulen
Sanneke Vermeulen (Roosendaal, 26 juli 1992) is een Nederlandse politica namens de VVD en voormalig topsporter als Nederlands judoka in de categorie tot 70 kilogram. Ze kwam in 2008 voor Nederland uit op de Paralympische Zomerspelen in Peking, alwaar zij een bronzen medaille behaalde, als eerste Nederlandse Paralympische judoka ooit. Op het Europees kampioenschap 2008 won ze de juniorentitel in zowel de klasse tot 70 kilogram als in de open klasse. Vermeulen nam deel in de B3 klasse voor visueel beperkte judoka's met een gezichtsscherpte van 5 tot 10%.

## Biografie
Vermeulen deed VWO op het Norbertuscollege in Roosendaal en studeerde van 2011 tot en met 2014 Communicatie- en Informatiewetenschappen aan de Universiteit Utrecht. Aansluitend heeft zij de masteropleiding   Business Communication and Digital Media gevolgd aan de Tilburg University. 
Naast haar sport en studie is Vermeulen maatschappelijk betrokken. Vermeulen is van april 2015 tot januari 2017 lid geweest van de Adviesraad Sociaal Domein voor de Gemeente Roosendaal. Zij is sinds maart 2018 gemeenteraadslid voor de VVD. Voor de Tweede Kamerverkiezingen 2021 stond Vermeulen op de 57e plaats op de kandidatenlijst. Sinds 29 september 2022 is zij wethouder voor Economie, Vergunningen, Mobiliteit, Sport, Evenementen en City Marketing in haar geboortestad Roosendaal. 

## Ambassadeurschap
Sinds 2008 is Vermeulen ambassadeur voor de Johan Cruyff Foundation, een non-profitorganisatie die zich onder meer bezighoudt met de ondersteuning van sportprojecten voor (gehandicapte) kinderen en jongeren. Tevens is zij de vertegenwoordiger voor het Nederlandse VI-judo.
In 2014 is Vermeulen gaan werken als ambassadeur voor de Special Needs Judo Foundation. Deze foundation zet zich in voor de gehele linie van judoka’s met een handicap. Het doel van de foundation is om het G-judo volledig te integreren binnen de Judo Bond Nederland.

## Erelijst
- 2008 -  Paralympische Zomerspelen in Peking
- 2008 - Sportvrouw van het Jaar
- 2008 -  EK in Hongarije, -70 kg
- 2008 -  EK in Hongarije, open gewichtsklasse
- 2008 -  Open Duitse kampioenschappen
- 2007 -  WK in São Paulo, Brazilië
- 2007 -  Open Duitse kampioenschappen
- 2005 -  British Open, -70 kg
- 2005 -  British Open, open gewichtsklasse
- 2005 - Aanmoedigingsprijs Sportgala